# William A. Peffer

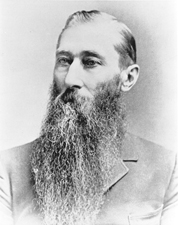
William A. Peffer

William Alfred Peffer (* 10. September 1831 im Cumberland County, Pennsylvania; † 6. Oktober 1912 in Grenola, Kansas) war ein US-amerikanischer Politiker, der den Bundesstaat Kansas im US-Senat vertrat. Er war der erste von sechs Senatoren der kurzlebigen Populist Party.

## Leben
Nach Abschluss seiner Schulausbildung begann William Peffer schon mit 15 Jahren selbst als Lehrer zu arbeiten. 1850 lockte ihn der kalifornische Goldrausch nach San Francisco; in den folgenden Jahren zog es ihn nach Indiana, Missouri und Illinois weiter. Während des Sezessionskrieges trat er der Unionsarmee bei und stieg vom Private bis zum Second Lieutenant auf. Zudem fungierte er als Quartiermeister und Mitglied des Militärgerichts. 1865 verließ er die Armee.
Während seiner Zeit beim Militär studierte Peffer die Rechtswissenschaften. Er wurde 1865 in die Anwaltskammer aufgenommen und begann in Clarksville (Tennessee) als Jurist zu praktizieren. 1870 ließ er sich in Fredonia in Kansas nieder, wo er ebenfalls eine Kanzlei betrieb sowie als Eigentümer und Redakteur des Fredonia Journal tätig war. Nach einem weiteren Umzug war er auf beiden Berufsfeldern auch in seinem neuen Wohnort Coffeyville aktiv.

## Politik
Ursprünglich gehörte William Peffer den Republikanern an. Von 1874 bis 1876 war er Staatssenator in Kansas; bei der Präsidentschaftswahl 1880 zählte er zu den Wahlmännern des siegreichen republikanischen Kandidaten James A. Garfield. Nach der Gründung der Populist Party 1889 trat er zu dieser über und wurde von der Kansas Legislature in den US-Senat gewählt. Dort absolvierte er eine Amtsperiode vom 4. März 1891 bis zum 3. März 1897; beim Wiederwahlversuch unterlag er William A. Harris, einem weiteren Populisten. Während seiner Zeit im Senat stand Peffer, dessen hervorstechendstes Merkmal sein langer Bart war, unter anderem dem Committee to Examine Branches of the Civil Service vor.
Im Vorfeld der Präsidentschaftswahl 1896 wurde William Peffer zeitweise als aussichtsreicher Kandidat einer dritten Partei gehandelt; letztlich unterstützten die Populisten aber den Demokraten William Jennings Bryan. Zwei Jahre später bewarb er sich um das Amt des Gouverneurs von Kansas, verlor die Wahl jedoch. Damit war seine politische Laufbahn beendet.